# Zbigniew Dobrzański
Zbigniew Dobrzański (ur. 16 lipca 1946 w Chojnowie) – polski zootechnik, specjalizujący się w ekotoksykologii, zoohigienie; nauczyciel akademicki związany z Uniwersytetem Przyrodniczym we Wrocławiu.

## Życiorys
Urodził się w 1946 roku w Chojnowie, gdzie ukończył szkołę podstawową i liceum ogólnokształcące. W 1970 roku ukończył studia na Wydziale Zootechnicznym Wyższej Szkoły Rolniczej we Wrocławiu. Bezpośrednio po ich ukończeniu podjął pracę na swojej macierzystej uczelni. Stopień naukowy doktora nauk rolniczych w zakresie zootechniki nadała uzyskał w 1975 roku na podstawie pracy pt. Porównawcza ocena zoohigieniczna dwóch systemów ogrzewania tuczarni z uwzględnieniem wyników produkcyjnych obsady zwierzęcej, której promotorem był prof. Anatol Grzegorzak. W 1983 roku Rada Wydziału Zootechnicznego Akademii Rolniczej we Wrocławiu nadała mu stopień naukowy doktora habilitowanego na podstawie rozprawy nt. Zastosowanie bonitacyjno-statystycznej metody do określania zależności między warunkami środowiskowymi w brojlerniach a efektywnością odchowu kurcząt. Stanowisko profesora nadzwyczajnego otrzymał w 1991 roku, a stanowisko profesora zwyczajnego w 1998 roku. Przebywał na krótkoterminowych stażach naukowych na Słowacji (Uniwersytet Weterynaryjny w Koszycach) oraz w Grecji (Uniwersytet w Salonikach), a także na misjach naukowych w Stanach Zjednoczonych, Holandii, Danii, Hiszpanii, Belgii, i Czechach.
Na swojej uczelni pełnił wiele ważnych stanowisk organizacyjnych. Jest kierownikiem Katedry Higieny Zwierząt i Środowiska Hodowlanego od 1988 roku. W latach 1996–1999 był prodziekanem, a od 1999 do 2005 roku dziekanem Wydziału Biologii i Hodowli Zwierząt.
Jest członkiem kolegium redakcyjnego miesięcznika Polskie Drobiarstwo (od 1991), Rady Naukowej Instytutu Zootechniki (od 1997). Był członkiem Zarządu Głównego Polskiego Towarzystwa Zootechnicznego (1992–1994), Rady Naukowej dwumiesięcznika Drobiarstwo (1995–1998) i miesięcznika Polskie Zwierzęta Gospodarskie (1994–1997).
Członek Polskiego Stronnictwa Ludowego. Z jego listy bez powodzenia startował w 2014 do rady Wrocławia i w 2015 do Sejmu.

## Dorobek naukowy i odznaczenia
Zbigniew Dobrzański jest specjalistą z zakresu higieny i profilaktyki zwierząt, a w szczególności drobiu. Zajmuje się również problemami utylizacji odpadów z przemysłu rolno-spożywczego oraz chowu zwierząt w rejonach ekologicznego zagrożenia. jest współautorem 3 podręczników i monografii: Ekotoksykologiczne problemy chowu zwierząt w rejonach skażeń metalami ciężkim (1997), Zagrożenia, ochrona i kształtowanie środowiska przyrodniczo-rolniczego (1996, 1998, 1999), Rynek rolny w świetle wymogów Unii Europejskiej (1998) oraz 3 skryptów z zakresu zoohigieny, a także 271 publikacji naukowych, w tym 91 oryginalnych prac twórczych, z których ponad 30 w językach obcych.
Został odznaczony Złotym Krzyżem Zasługi, Medalem 50-lecia Instytutu Zootechniki w Krakowie, Złotą Odznaką ZSP, Złotą Odznaką Politechniki Wrocławskiej. Wyróżniony Nagrodą Ministra Rolnictwa i Gospodarki Żywnościowej (dwukrotnie) oraz 19 Nagrodami rektora Akademii Rolniczej we Wrocławiu.